# INVENI
주식회사 INVENI는 LS그룹 계열에 속하는 대한민국의 지주회사이다.사명인 INVENI는 발견하다, 알아내다라는 의미의 라틴어 inveniō에서 유래되었다.

## 역사 및 현황
1981년 3월 5일에 도시가스사업을 주 목적으로 극동도시가스라는 법인명으로 설립되었으며, 1996년 12월 24일에 유가증권시장에 상장하였다. 2018년 4월 1일 물적분할로 도시가스사업부문을 분할하여 예스코를 설립하였고, 존속회사인 예스코홀딩스를 지주회사로 전환하였다. 제44기 정기주주총회 (2025년 3월 20일)에서 '투자형 지주회사로서 사업 전략방향에 맞는 아이덴티티 정립'를 위해 사명을 INVENI로 변경하였다.